# Acanthocolax
Acanthocolax is een geslacht van eenoogkreeftjes uit de familie van de Bomolochidae. De wetenschappelijke naam van het geslacht is voor het eerst geldig gepubliceerd in 1969 door Vervoort.

## Soorten
- Acanthocolax exilipes (Wilson C.B., 1911)
- Acanthocolax hystricosus Cressey, 1983
- Acanthocolax peruensis (Luque & Bruno, 1990)
- Acanthocolax similis Vervoort, 1969